# Gary Neville
Gary Alexander Neville, angleški nogometaš in trener, * 18. februar 1975, Bury, Lancashire, Anglija, Združeno kraljestvo.

## Kariera
Nogometno pot je Gary Neville začel v šoli za mlade nogometaše v Manchestru, kjer je igral v mladinski vrsti med letoma 1991 in 1993, ko je s klubom Manchester United podpisal prvo profesionalno pogodbo. Za »rdeče vrage« je prvič nastopil že pred podpisom pogodbe, in sicer na Pokalu UEFA, septembra 1992 proti klubu Torpedo iz Moskve.
V prvi postavi je dobil mesto v sezoni 1994/1995, ko je na mestu prostega branilca zamenjal poškodovanega Paula Parkerja. Na istem položaju je igral tudi v naslednji sezoni. Gary Neville je lahko igral na položaju desnega, sredinskega in prostega branilca.
Prvi nastop za reprezentanco Anglije je dobil na prijateljski tekmi proti Japonski leta 1995, kot najmlajši igralec do tedaj pa je bil izbran tudi za nastop na evropskem prvenstvu leta 1996. Na tem prvenstvu je igral na vseh tekmah, razen v polfinalu, ki ga je moral izpustiti zaradi prepovedi igranja na eni tekmi, kar je bila posledica rdečega kartona, ki ga je dobil na tekmi v četrtfinalu. V reprezentanci je igral na položaju desnega branilca.
Na svetovnem prvenstvu leta 2002 ni nastopil zaradi poškodbe stopala.
S svojim edinim klubom, Manchester Unitedom, je leta 2004 podaljšal pogodbo za štiri leta. Po odhodu dolgoletnega kapetana kluba, Roya Keana je Gary Neville decembra 2005 postal novi kapetan Manchestra, za katerega je do marca 2006 zbral 500 nastopov, dodatnih 79 tekem pa je odigral za reprezentanco Anglije.
Gary Neville je igral za Manchester United do sezone 2011. V njegovih zadnjih dveh sezonah so ga pestile poškodbe, poleg tega se je začel tudi uveljavljati mlajši bočni branilski par dvojčkov Fabio-Rafael. 24. maja 2011 je Gary Neville odigral poslovilno tekmo proti Juventusu. V njegovo čast so barve Uniteda ponovno zastopali tudi njegovi nekdanji soigralci v rdečem dresu (David Beckham, Nicky Butt, Phil Neville...)
Glavne odlike bivšega igralca Manchester Uniteda so bile čvrsta in zanesljiva igra od začetka do konca tekme ter odlično vključevanje v napadalne akcije, kjer je s svojimi podajami na desno krilo ustvarjal priložnosti za napadalce. Odlično se je ujel z Davidom Beckhamom in Portugalcem Christianom Ronaldom (ki sta odšla v Real Madrid) in ostalimi igralci na desnem krilu.